# Filippo Solibello
Filippo Solibello (Milano, 14 aprile 1972) è un conduttore radiofonico, conduttore televisivo e artista italiano.

## Biografia
Nel 1991 completa i suoi studi liceali presso il Liceo Scientifico Statale Alessandro Volta di Milano per poi laurearsi in Scienze Politiche presso l'Università degli Studi di Milano. Fin dai tempi del liceo si occupa di scrittura e regia teatrale.
Nel 1991 approda a Radio Popolare dove conduce Passatel, Bordertrophy e Liberi Tutti per cui idea Liberi Gruppi, un concorso di band emergenti, tuttora in onda.
Nel 1997 passa alla Rai, su Radio 2, come inviato per Caterpillar dove nel 2000 sostituisce Sergio Ferrentino alla conduzione del programma affiancandosi a Massimo Cirri.
Nel 2005, sempre per Caterpillar, inventa e realizza “M'illumino di meno”, campagna di sensibilizzazione ambientale sui temi del cambiamento climatico e del risparmio energetico alla quale aderiscono ogni anno milioni di cittadini e le più importanti istituzioni della Repubblica, dalla Presidenza della Repubblica alle presidenze di Camera e Senato, i ministeri rilevanti sui temi ambientali e le amministrazioni di migliaia di città in Italia e all'estero.
Nel 2007 pubblica per Chiarelettere insieme a Massimo Cirri "Nostra eccellenza", un viaggio-reportage tra le best practice dell'Italia che funziona.
Molto attivo nella comunità radiofonica europea e mondiale, si trova spesso a rappresentare l'Italia ad eventi come Radio Days Europe e dal 2011 è l'unico italiano a far parte del ristretto gruppo di delegati internazionali che formano il Conference Committee della manifestazione.
In ambito televisivo nel 2004 realizza per Rai 3, insieme a Claudio Sabelli Fioretti, la serie Star Trekking: in ogni puntata della serie il duo ha intervistato un celebre personaggio femminile nel corso di una passeggiata sulle Alpi. Nella stagione 2007-8 con Massimo Cirri anima come voce fuori campo due programmi di Rai Uno: Sabato & domenica ed Effetto Sabato.
Il 7 dicembre 2007 è stato insignito dell'Ambrogino d'oro assieme a Massimo Cirri.
Dal 12 settembre 2011 conduce Caterpillar AM insieme a Benedetta Tobagi sostituita nel 2012 da Natascha Lusenti e dal 2014 da Claudia de Lillo, Marco Ardemagni e Cinzia Poli.
Il 26 maggio 2012, insieme a Marco Ardemagni, ha commentato la finale dell'Eurovision Song Contest 2012 per Rai 2. L'anno successivo, ai due si aggiunge Natascha Lusenti per il commento di Eurovision Song Contest 2013, mentre dal 2014 i due commentano entrambe le semifinali su Rai 4 e dal 2015 anche la finale su Radio 2.
Durante le Olimpiadi estive di Londra 2012 ha condotto la trasmissione Caterpillar AM Olimpico, commentando gli eventi sportivi insieme a Marco Ardemagni e Giorgio Lauro.

## Programmi radiofonici
Per Radio Popolare tra il 1991 e il 1997 conduce vari programmi radiofonici tra cui Liberi Tutti, Passatel, Liberi Gruppi, Notturnover.
Nel 1997 passa a Radio Rai e comincia la sua carriera come inviato di Caterpillar e contemporaneamente presenta, nel 1998, Cosa Fatta Lato A e, nel 1999, Cosa Fatta Lato B. Si tratta di un programma itinerante dove Filippo Solibello andava alla ricerca delle fonti di ispirazione dei protagonisti della musica italiana .
Nel 2000 comincia la sua avventura come autore e conduttore di Caterpillar insieme a Massimo Cirri.
Contemporaneamente intensifica la sua attività di conduttore ed autore radiofonico.
Si trova così a presentare varie edizioni del Premio Tenco (1998-1999-2010-2012) .
Nell'agosto del 2010 conduce l'Earth Day dal Circo Massimo di Roma. 
Nel 2007-2008-2009-2012 conduce la diretta del Concerto del Primo Maggio di Piazza San Giovanni a Roma per Radio2.
Dal settembre 2011 a giugno 2024 è autore e conduttore di Caterpillar AM (insieme a Marco Ardemagni, Benedetta Tobagi per la prima stagione, Natascha Lusenti per la seconda e Claudia de Lillo per quelle a seguire), morning show di Radio2.

## Programmi televisivi
Nel 2005 insieme Claudio Sabelli Fioretti conduce Star Trekking in cui, camminando lungo i sentieri del Trentino, intervista le stelle dello spettacolo italiano. 
La stagione 2007 vede il ritorno di Solibello in tv come voce fuori campo della trasmissione Effetto Sabato, esperienza che replica poi nella successiva stagione televisiva. 
La prima stagione viene divisa prima con Massimo Cirri e la seconda con Giorgio Lauro.
Sempre nella stagione 2007-'08 anima per Rai1, insieme a Massimo Cirri, la rubrica dello chef Fabio Campoli durante la trasmissione Sabato e Domenica.
Nel 2010 Filippo Solibello e Massimo Cirri hanno due trasmissioni televisive tutte loro: nella primavera conducono Quelli Di Caterpillar programma settimanale sull'attualità e poi in autunno Caternoster in onda la domenica sera e dedicato ai fatti della settimana appena trascorsa.
Nel 2013 partecipa alla diretta tv del Concertone Del Primo Maggio a fianco di Geppi Cucciari.
Nel 2012 e 2013 conduce in diretta dagli studi di Milano la versione italiana dell'Eurovision Song Contest, la più grande manifestazione canora del vecchio continente .

## Web tv
Per la web tv di Telethon presenta nel 2008 e nel 2009 la grande maratona di raccolta fondi.
Dal 2009 al 2012 conduce per la web tv di SIPRA il premio Radio Festival.
Nel febbraio 2014, in relazione al festival di Sanremo 2014, conduce con il collega Marco Ardemagni il Dopofestival, in streaming sul sito della Rai.

## Attività di artista concettuale
Nel settembre 2011 espone presso la Gloria Maria Gallery di Milano CodiCi (Bio-Grafie), lavoro multimediale di rielaborazione di codici QR e video di YouTube su personaggi contemporanei.
Nell'aprile del 2012. durante la Milano Design Week 2012 (17-22 aprile) espone la sua opera-performance “WOR[L]DS/MILANO”, in cui ha usato la stampa 3D e incrociato il mondo dei maker con quello delle reti sociali.

## Premi e riconoscimenti
- Nel 2004 il premio di Quattroruote per la trasmissione più amata dagli automobilisti Italiani.
- Nel 2004 il Diploma di Medaglia d'Oro del Foyer des Artistes, premio nazionale della cultura.
- Nel 2005 vince il premio internazionale AICA per la Comunicazione Ambientale.
- Nel 2007 riceve dal Ministro delle Comunicazioni il Premio Aretè per la Comunicazione Responsabile[10].
- Nel 2007 vince il Premio Saint Vincent per la Radio, la Grolla d'Oro.
- Nel 2007 il Comune di Milano gli conferisce la sua più alta onorificenza, l'Ambrogino d'Oro per l'impegno profuso in ambito sociale e ambientale con la campagna “M'illumino di Meno”[11].
- Nel 2008 riceve il Premio Speciale Euromediterraneo per la cultura dell'informazione[12].
- Nel 2008 riceve il Premio Amico del Consumatore.
- Nel 2008 riceve il Premio Città di Sasso Marconi. [collegamento interrotto]
- Nel 2009 riceve il Premio Nazionale Paolo Borsellino. [collegamento interrotto]
- Nel 2010 riceve il premio speciale della giuria del Premio Giornalismo per il Sociale “Sodalitas”. [collegamento interrotto]
- Nel 2011 riceve il Macchianera Blog Award per la miglior trasmissione radiofonica on-line.
- Nel 2012 riceve il Macchianera Italian Award per la miglior trasmissione radiofonica on-line.
- Nel 2013 riceve il Premio Monteverde-Pasolini[13].
- Nel 2013 viene nominato Ambasciatore del Telefono Rosa[14].
- Nel 2013 con Caterpillar AM riceve il Premio Nostalgia di futuro assegnato dalla FIEG. [collegamento interrotto]